# Piper truncatum
Piper truncatum är en pepparväxtart som beskrevs av Vell.. Piper truncatum ingår i släktet Piper och familjen pepparväxter. Inga underarter finns listade i Catalogue of Life.